# Crenidorsum millennium
Crenidorsum millennium là một loài côn trùng cánh nửa trong họ Aleyrodidae, phân họ Aleyrodinae.
Crenidorsum millennium được Martin miêu tả khoa học đầu tiên năm 1999.